# سوه تشين آن
سوه تشين آن (بالملايوية: Soh Chin Aun) (بالصينية: 蘇進安) هو لاعب كرة قدم ماليزي وصيني في مركز الدفاع، ولد في 28 يوليو 1950 في Alor Gajah District ‏ في ماليزيا. شارك مع منتخب ماليزيا لكرة القدم. أما مع النوادي، فقد لعب مع نادي سلاغور ونادي ملقا يونايتد.

## وصلات خارجية
- سوه تشين آن على موقع الاتحاد الدولي (مؤرشف)  (الإنجليزية)
- سوه تشين آن على موقع ناشيونال فوتبول تيمز (الإنجليزية)
- سوه تشين آن على موقع عالم كرة القدم.نت (الإنجليزية)
- سوه تشين آن على موقع أوليمبيديا (الإنجليزية)